# Liczba Liouville’a
Liczba Liouville’a – liczba rzeczywista {\displaystyle x} o takiej własności, że dla dowolnej liczby naturalnej {\displaystyle n} istnieją liczby całkowite {\displaystyle p} oraz {\displaystyle q>1,} takie że:
{\displaystyle 0<\left|x-{\frac {p}{q}}\right|<{\frac {1}{q^{n}}}.}
Intuicyjnie oznacza to, że dowolną liczbę Liouville’a można „dobrze” aproksymować liczbami wymiernymi. Liczby Liouville’a noszą swą nazwę na cześć Josepha Liouville’a, który wprowadził je w roku 1844 i pokazał, że są one liczbami przestępnymi. Był to pierwszy dowód istnienia liczb przestępnych, co więcej konstruktywny, czyli podający algorytm ich uzyskiwania.

## Przykłady. Stała Liouville’a
Liczby postaci
{\displaystyle c=\sum _{j=1}^{\infty }a^{-j!},}
gdzie {\displaystyle a} jest dowolną liczbą naturalną większą od 1, są liczbami Liouville’a. Dla dowodu określmy {\displaystyle p_{n}} i {\displaystyle q_{n}} następująco:
{\displaystyle p_{n}=\sum _{j=1}^{n}a^{(n!-j!)},\quad q_{n}=a^{n!}.}
Wówczas dla wszystkich {\displaystyle n} naturalnych
{\displaystyle |c-p_{n}/q_{n}|=\sum _{j=n+1}^{\infty }a^{-j!}=a^{-(n+1)!}+a^{-(n+2)!}+\ldots <a^{-(n!n)}=(1/{q_{n}})^{n},}
co spełnia warunki definicji.
Liczba
{\displaystyle c=\sum _{j=1}^{\infty }10^{-j!}=0{,}110001000000000000000001000\dots }
nosi nazwę stałej Liouville’a.

## Podstawowe własności
Równoważną definicję liczby Liouville’a otrzymamy, przyjmując, że dla dowolnego {\displaystyle n} istnieje nieskończenie wiele par liczb całkowitych {\displaystyle (p,q),} dla których spełniona jest powyższa nierówność.

### Niewymierność liczb Liouville’a
Nietrudno wykazać, że jeśli {\displaystyle x} jest liczbą Liouville’a, to jest liczbą niewymierną. Gdyby tak nie było, istniałyby liczby całkowite {\displaystyle c} i {\displaystyle d,} dla których mielibyśmy {\displaystyle x=c/d.} Niech {\displaystyle n} oznacza taką liczbę naturalną, że {\displaystyle 2^{n-1}>d.} Wówczas, jeśli {\displaystyle p} i {\displaystyle q} są dowolnymi liczbami całkowitymi, takimi że {\displaystyle q>1} i {\displaystyle p/q\neq c/d,} to
{\displaystyle \left|x-{\frac {p}{q}}\right|=\left|{\frac {c}{d}}-{\frac {p}{q}}\right|\geqslant {\frac {1}{dq}}>{\frac {1}{2^{n-1}\cdot q}}\geqslant {\frac {1}{q^{n}}},}
co jest sprzeczne z określeniem liczby Liouville’a.

### Własności miarowe zbióru liczb Liouville’a
Wykażemy, że zbiór {\displaystyle L} liczb Liouville’a jest miary zero Lebesgue’a. Dowód przedstawiony poniżej jest oparty na rozumowaniu, które podał Oxtoby. Dla liczb naturalnych {\displaystyle n>2} oraz {\displaystyle q\geqslant 2} połóżmy:
{\displaystyle V_{n,q}=\bigcup \limits _{p=-\infty }^{\infty }\left({\frac {p}{q}}-{\frac {1}{q^{n}}},{\frac {p}{q}}+{\frac {1}{q^{n}}}\right).}
Zauważmy, że dla każdych liczb naturalnych {\displaystyle n} i {\displaystyle m} mamy
{\displaystyle L\cap (-m,m)\subseteq \bigcup \limits _{q=2}^{\infty }V_{n,q}\cap (-m,m)\subseteq \bigcup \limits _{q=2}^{\infty }\bigcup \limits _{p=-mq}^{mq}\left({\frac {p}{q}}-{\frac {1}{q^{n}}},{\frac {p}{q}}+{\frac {1}{q^{n}}}\right).}
Oczywiście, {\displaystyle \left|\left({\frac {p}{q}}+{\frac {1}{q^{n}}}\right)-\left({\frac {p}{q}}-{\frac {1}{q^{n}}}\right)\right|={\frac {2}{q^{n}}}.} Pamiętając, że {\displaystyle n>2,} można również wykazać, że
{\displaystyle \sum \limits _{q=2}^{\infty }\sum _{p=-mq}^{mq}{\frac {2}{q^{n}}}=\sum \limits _{q=2}^{\infty }{\frac {2(2mq+1)}{q^{n}}}\leqslant (4m+1)\sum \limits _{q=2}^{\infty }{\frac {1}{q^{n-1}}}\leqslant {\frac {4m+1}{n-2}}.}
Ponieważ {\displaystyle \lim \limits _{n\to \infty }{\frac {4m+1}{n-2}}=0,} to teraz łatwo wnioskujemy, że dla każdej liczby naturalnej {\displaystyle m} przekrój {\displaystyle L\cap (-m,m)} jest miary Lebesgue’a zero, a zatem i {\displaystyle L} jest miary zero. Czyli z miarowego punktu widzenia, prawie żadna liczba rzeczywista nie jest liczbą Liouville’a.

### Własności topologiczne zbioru liczb Liouville’a
Dla liczby naturalnej {\displaystyle n} połóżmy:
{\displaystyle U_{n}=\bigcup \limits _{q=2}^{\infty }\bigcup \limits _{p=-\infty }^{\infty }\left({\frac {p}{q}}-{\frac {1}{q^{n}}},{\frac {p}{q}}+{\frac {1}{q^{n}}}\right).}
Każdy ze zbiorów {\displaystyle U_{n}} jest otwartym gęstym podzbiorem prostej {\displaystyle \mathbb {R} } (zauważmy, że {\displaystyle U_{n}} zawiera wszystkie liczby wymierne). Ponadto {\displaystyle L=\bigcap \limits _{n=1}^{\infty }U_{n}\setminus {\mathbb {Q} },} zatem {\displaystyle L} jest gęstym zbiorem typu Gδ, a stąd jego dopełnienie jest zbiorem pierwszej kategorii. Czyli, z topologicznego punktu widzenia, prawie każda liczba rzeczywista jest liczbą Liouville’a.

### Stopień niewymierności
Istnieje prosta metoda pozwalająca zmierzyć, „jak bardzo” niewymierna jest dana liczba. Polega ona na badaniu dokładności aproksymacji liczby {\displaystyle x} za pomocą liczb wymiernych.
Stopniem niewymierności nazywamy kres górny zbioru liczb rzeczywistych {\displaystyle \mu } o tej własności, że nierówność
{\displaystyle 0<\left|x-{\frac {p}{q}}\right|<{\frac {1}{q^{\mu }}}}
zachodzi dla nieskończenie wielu par {\displaystyle (p,q),} gdzie {\displaystyle q>0.}
Wszystkie liczby Liouville’a i tylko one mają nieskończony stopień niewymierności.

## Liczby Liouville’a jako liczby przestępne
Poniżej wykażemy, że każda liczba Liouville’a jest przestępna. Jednak nie każda liczba przestępna jest liczbą Liouville’a – ponieważ zbiór liczb Liouville’a jest zbiorem miary zero Lebesgue’a, to istnieje nieprzeliczalnie wiele liczb przestępnych, które nie są liczbami Liouville’a. Okazuje się, że liczbami Liouville’a nie są również liczby e oraz π.
Punktem kluczowym dowodu jest obserwacja, że liczba algebraiczna, która jest niewymierna, nie daje się w pewnym sensie „dobrze” aproksymować liczbami wymiernymi. Poniższy lemat należący do Liouville’a nazywany jest również często twierdzeniem Liouville’a o aproksymacji diofantycznej.
Lemat: Jeśli {\displaystyle \alpha } jest liczbą niewymierną, która jest pierwiastkiem wielomianu {\displaystyle f} stopnia {\displaystyle n>0} o współczynnikach całkowitych, to istnieje liczba rzeczywista {\displaystyle A>0} taka, że dla dowolnych liczb całkowitych {\displaystyle p} oraz {\displaystyle q>0} zachodzi {\displaystyle |\alpha -p/q|>A/q^{n}.}
Dowód lematu: Niech {\displaystyle M} oznacza największą wartość modułu pochodnej {\displaystyle |f'(x)|} wielomianu {\displaystyle f} w przedziale {\displaystyle [\alpha -1,\alpha +1].} Niech {\displaystyle \alpha _{1},\alpha _{2},\dots ,\alpha _{m}} będą różnymi pierwiastkami wielomianu {\displaystyle f,} które są różne od α. Wybierzmy taką liczbę {\displaystyle A>0,} która spełnia warunek:
{\displaystyle A<\min \left(1,{\frac {1}{M}},|\alpha -\alpha _{1}|,|\alpha -\alpha _{2}|,\dots ,|\alpha -\alpha _{m}|\right).}
Przypuśćmy, że istnieją takie liczby całkowite {\displaystyle p,q,} dla których nierówność podana w tezie lematu nie zachodzi. Oznacza to, że
{\displaystyle \left|\alpha -{\frac {p}{q}}\right|\leqslant {\frac {A}{q^{n}}}\leqslant A<\min {\big (}1,|\alpha -\alpha _{1}|,|\alpha -\alpha _{2}|,\dots ,|\alpha -\alpha _{m}|{\big )}.}
Wówczas {\displaystyle p/q} leży w przedziale {\displaystyle [\alpha -1,\alpha +1]} oraz {\displaystyle p/q} nie jest żadną z liczb {\displaystyle \{\alpha _{1},\alpha _{2},\dots ,\alpha _{m}\}.} Zatem {\displaystyle p/q} nie jest też pierwiastkiem {\displaystyle f,} a ponadto żaden pierwiastek {\displaystyle f} nie leży pomiędzy {\displaystyle \alpha } i {\displaystyle p/q.}
Na mocy twierdzenia o wartości średniej pomiędzy {\displaystyle p/q} i {\displaystyle \alpha } istnieje taka liczba {\displaystyle x_{0},} że
{\displaystyle f(\alpha )-f\left({\frac {p}{q}}\right)=\left(\alpha -{\frac {p}{q}}\right)\cdot f'(x_{0}).}
Ponieważ {\displaystyle \alpha } jest pierwiastkiem {\displaystyle f,} a {\displaystyle p/q} nie, zatem {\displaystyle |f'(x_{0})|>0} i:
{\displaystyle \left|\alpha -{\frac {p}{q}}\right|={\frac {\left|f(\alpha )-f\left({\frac {p}{q}}\right)\right|}{|f'(x_{0})|}}={\frac {\left|f\left({\frac {p}{q}}\right)\right|}{|f'(x_{0})|}}.}
Ponieważ {\displaystyle f} jest postaci {\displaystyle \sum _{i=0}^{n}c_{i}\cdot x^{i},} gdzie każde {\displaystyle c_{i}} jest całkowite, {\displaystyle |f(p/q)|} można zapisać jako
{\displaystyle \left|f\left({\frac {p}{q}}\right)\right|=\left|\sum _{i=0}^{n}c_{i}\left({\frac {p}{q}}\right)^{i}\right|={\frac {\left|\sum _{i=0}^{n}c_{i}p^{i}q^{n-i}\right|}{q^{n}}}\geqslant {\frac {1}{q^{n}}}.}
Ostatnia nierówność zachodzi, gdyż {\displaystyle p/q} nie jest pierwiastkiem wielomianu {\displaystyle f,} a {\displaystyle c_{i}} są liczbami całkowitymi.
Zatem {\displaystyle |f(p/q)|\geqslant 1/q^{n},} a skoro {\displaystyle |f'(x_{0})|\leqslant M} na mocy określenia liczby {\displaystyle M} i {\displaystyle 1/M>A} z definicji {\displaystyle A,} otrzymujemy stąd sprzeczność:
{\displaystyle \left|\alpha -{\frac {p}{q}}\right|={\frac {\left|f\left({\frac {p}{q}}\right)\right|}{|f'(x_{0})|}}\geqslant {\frac {1}{Mq^{n}}}>{\frac {A}{q^{n}}}\geqslant \left|\alpha -{\frac {p}{q}}\right|.}
Wynika stąd, że nie istnieją liczby {\displaystyle p} i {\displaystyle q} o takich własnościach, co dowodzi lematu.
Dowód stwierdzenia: Niech {\displaystyle x} będzie liczbą Liouville’a, wiemy już, że {\displaystyle x} jest liczbą niewymierną. Gdyby {\displaystyle x} była liczbą algebraiczną, na mocy lematu istniałyby liczby naturalna {\displaystyle n} i rzeczywista dodatnia {\displaystyle A,} takie że dla dowolnych całkowitych {\displaystyle p} i {\displaystyle q{:}}
{\displaystyle \left|x-{\frac {p}{q}}\right|>{\frac {A}{q^{n}}}.}
Niech {\displaystyle r} będzie taką liczbą naturalną, że {\displaystyle 1/(2^{r})\leqslant A.} Jeśli położyć {\displaystyle m=r+n,} to – ponieważ {\displaystyle x} jest liczbą Liouville’a – znajdziemy liczby całkowite {\displaystyle a,b>1} i takie, że
{\displaystyle \left|x-{\frac {a}{b}}\right|<{\frac {1}{b^{m}}}={\frac {1}{b^{r+n}}}={\frac {1}{b^{r}b^{n}}}\leqslant {\frac {1}{2^{r}b^{n}}}\leqslant {\frac {A}{b^{n}}},}
co stoi w sprzeczności z lematem. Stąd {\displaystyle x} nie jest algebraiczna, a zatem jest przestępna.